# Tira Sujanpur
Tira Sujanpur é uma cidade e uma nagar panchayat no distrito de Hamirpur, no estado indiano de Himachal Pradesh.

## Demografia
Segundo o censo de 2001, Tira Sujanpur tinha uma população de 7077 habitantes. Os indivíduos do sexo masculino constituem 55% da população e os do sexo feminino 45%. Tira Sujanpur tem uma taxa de literacia de 80%, superior à média nacional de 59,5%: a literacia no sexo masculino é de 84% e no sexo feminino é de 76%. Em Tira Sujanpur, 11% da população está abaixo dos 6 anos de idade.